# Eois binaria
Eois binaria är en fjärilsart som beskrevs av Achille Guenée 1858. Eois binaria ingår i släktet Eois och familjen mätare. Inga underarter finns listade i Catalogue of Life.